# Цейтлин, Виктория Николаевна
Виктория Николаевна Цейтлин (1888, Ромны Полтавской губернии — после 1934) — революционерка, общественно-политический деятель, работник советской прокуратуры.

## Биография
Дочь фельдшера. Училась в гимназии, со старших классов самостоятельно зарабатывала на оплату обучения.
Участвовала в социал-демократических кружках, за что неоднократно арестовывалась.
Член РСДРП с 1904 года. В 1908 году после оправдания в суде, была избита черносотенцами.
Революция 1917 года застала её в Ямбурге, где она была назначена заместителем председателя Исполнительного комитета Ямбургского Совета рабочих и крестьянских депутатов.
В 1918—1922 годах работала в Петроградском губернском отделе здравоохранения.
В сентябре 1922 направлена заведующей отделом здравоохранения, позже женским отделом ЦК КП (б) Азербайджана.
В августе 1925 года переведена на должность заведующей женотделом Московского губернского комитета РКП(б)—ВКП(б).
С мая 1924 по декабрь 1925 избиралась кандидатом в члены ЦК РКП (б).
С 1929 года — прокурор Тульской губернии.
С августа 1931 года по апрель 1933 года — прокурор Московской области.
С июля 1934 года работала председателем Московского областного союза кассационного страхования промкооперации.
Была арестована. Дальнейшая судьба В. Н. Цейтлин — неизвестна.